# アネソンギブ
アリ・ルーエイ・アル=ファクリ（アラビア語: علي لؤي الفخري、1996年7月4日 - ）は、アネソンギブ としてよく知られている、英国のYouTuberである。

## 若いころ
アリ・ルーエイ・アル=ファクリは、 1996年7月4日にサウジアラビアのリヤドで生まれた。子供の頃、彼の家族はイギリスに引っ越した。彼はイスラム教徒である。 

## YouTubeでのキャリア
2012年8月18日、彼はアネソンギブとしてYouTubeに参加し、 同じ年の11月に最初の動画をアップロードした。
彼はYouTuberのKSIやサイドメンのハリー・ルイスと協力している。  

## ボクシングのキャリア
2018年2月3日、ギブはロンドンのカッパーボックスアリーナで開催されたKSI vsジョーウェラーイベントの前座で、ホワイトカラーのアマチュア試合で友人でありYouTuberの仲間であるMaxPlaysFifaと戦った。 、第2ラウンドのテクニカルノックアウトで優勝。 
彼の2回目のアマチュア試合は、2018年8月31日にマンチェスターアリーナでTGFbroのYouTuber ジェイ・スウィングラーと対戦し、KSI vsローガン・ポール。ギブは全会一致の決定（UD）で勝った。 
ギブは2019年9月にYouTuberのジェイク・ポールに挑戦した。パウロは最初に挑戦を断った。しかし、KSI対ローガンポールIIの記者会見で両者が対立した後、ポールは2020年1月31日にフロリダ州マイアミで試合が行われることを確認した。プロのコンテストとして認可された試合で、ギブは最初のラウンドのテクニカルノックアウトで敗北した。 
2021年6月12日、ギブはYouTubers vs. TikTokersイベントで、アマチュアの試合でアメリカのTikTokerテイラーホルダーと戦った。結果は当初、過半数の引き分けとして発表された。  しかし、論争の後、結果は、公式組織によるレビューの後、ギブのUD勝利に変更された。  

## プロボクシングの記録
| No.  | 結果 | 記録                       | 相手 | タイプ      | ラウンド、時間     | 日にち                                                       | 位置 | ノート |
| ---- | ---- | -------------------------- | ---- | ----------- | ------------------ | ------------------------------------------------------------ | ---- | ------ |
| Win  | 0-1  | オースティン・マクブルーム | KO   | –           | 2022 年 7 月 30 日 | クリプト・ドットコム・アリーナ、ロサンゼルス、カリフォルニア |      |        |
| Loss | 0–1  | ジェイク・ポール           | TKO  | 1(6)、 2:18 | 2020年1月30日      | アイランドガーデンの子午線、フロリダ州マイアミ、米国         |      |        |

## アマチュアボクシングの記録
| No. | 結果 | 記録                   | 相手 | タイプ        | ラウンド、時間 | 日にち                                                     | 位置                                                       | ノート |
| --- | ---- | ---------------------- | ---- | ------------- | -------------- | ---------------------------------------------------------- | ---------------------------------------------------------- | ------ |
| Win | 3–0  | テイラーホルダー       | UD   | 5             | 2021年6月12日  | ハードロックスタジアム、マイアミガーデンズ、フロリダ、米国 | 元々は過半数の引き分けでしたが、後にUDの勝利に転覆しました |        |
| Win | 2–0  | ジェイ・スウィングラー | UD   | 4             | 2018年8月25日  | マンチェスターアリーナ、マンチェスター、イギリス           |                                                            |        |
| Win | 1–0  | マックス・プレイズ     | TKO  | 2（3）、 1:35 | 2018年2月3日   | カッパーボックスアリーナ、ロンドン、イギリス               |                                                            |        |